# 謝顏教
謝顏教（?—？），字伯愚，别号卓如，河南開封府郾城縣民籍。
万历二十八年庚子（1600）舉人，四十四年（1616）丙辰科进士，官至刑部主事，所平反，为狱囚制衣，刑部尚书李鋕深嘉叹之。第三子谢槟，字公翼。

## 引用
1. ↑  《萬曆四十四年丙辰科進士序齒録》
2. ↑  《郾城县志》：谢颜教，字伯愚，号卓如。生颖悟，十岁能文，尝曲全族人。父子延其嗣，助人婚丧，设粥赈饿者，或贷之，数焚其券，有长者称。登神宗丙辰进士，除刑部主事，多所平反，为狱囚制衣，刑部尚书李志深嘉叹之。轉饷宣大，絶陋規，却羡餘，廉聲大振。思親避典试差，遂歸。著有《春秋合纂》行於世。祀乡贤。